# Жор (Кальвадос)
Жор (фр. Jort) — коммуна во Франции, находится в регионе Нижняя Нормандия. Департамент коммуны — Кальвадос. Входит в состав кантона Морто-Кулибёф. Округ коммуны — Кан.
Код INSEE коммуны — 14345.

## Население
Население коммуны на 2010 год составляло 337 человек.
| 1962 | 1968 | 1975 | 1982 | 1990 | 1999 | 2010 |
| ---- | ---- | ---- | ---- | ---- | ---- | ---- |
| 340  | 367  | 351  | 354  | 317  | 306  | 337  |

## Экономика
В 2010 году среди 224 человек трудоспособного возраста (15—64 лет) 152 были экономически активными, 72 — неактивными (показатель активности — 67,9 %, в 1999 году было 72,0 %). Из 152 активных жителей работали 133 человека (73 мужчины и 60 женщин), безработных было 19 (8 мужчин и 11 женщин). Среди 72 неактивных 21 человек были учениками или студентами, 29 — пенсионерами, 22 были неактивными по другим причинам.